# Coffea minutiflora
Coffea minutiflora là một loài thực vật có hoa trong họ Thiến thảo. Loài này được A.P.Davis & Rakotonas. mô tả khoa học đầu tiên năm 2003.